# Venöser Zugang
Als venösen Zugang bezeichnet man die Punktion einer zentralen oder peripheren Vene und das Einbringen einer Venenverweilkanüle oder eines Venenkatheters in die punktierte Vene für eine längere Verweildauer. Der venöse Zugang dient zur intravenösen Gabe von Medikamenten, zur Blutentnahme, zur parenteralen Ernährung und Flüssigkeitssubstitution und zur Einbringung von Instrumenten (beispielsweise für Herzkatheteruntersuchungen).
Venöse Zugänge werden nach dem Ort ihres Einbringens in periphervenöse und zentralvenöse Zugänge unterschieden. Periphere venöse Zugänge werden in der Regel für passagere Therapien von einigen wenigen Tagen verwendet. Bei längerer Notwendigkeit eines venösen Zuganges, beispielsweise in der Chemotherapie, finden zentralvenöse Katheter, insbesondere getunnelte zentralvenöse Katheter (Hickman-Katheter, Broviac-Katheter), oder Portkatheter Anwendung.
Eine Sonderform des zentralvenösen Zuganges stellt der PICC-Katheter (peripherally inserted central venous catheter = peripher eingeführter zentralvenöser Katheter) dar, bei dem der zentralvenöse Katheter über eine periphere Vene des Oberarmes eingeführt wird.